# 愛知県の再開発の一覧
愛知県の再開発の一覧（あいちけんのさいかいはつのいちらん）では、愛知県での完成済み、建設中、または計画中の都市再開発事業・再開発地区、再開発ビルや複合商業施設などの一例を一覧で列挙する。土地区画整理事業については、愛知県の土地区画整理事業一覧を参照。

## 名古屋市

### 名古屋駅前
- 名古屋駅周辺 - JRセントラルタワーズやJRゲートタワー、JPタワー名古屋などを建設。
  - 名駅一丁目1番計画南地区（仮称）建設事業（名古屋ターミナルビル跡、JRゲートタワー）
  - 名駅一丁目1番計画北地区（仮称）建設事業（名古屋中央郵便局名古屋駅前分室跡、JPタワー名古屋）
  - 名駅三丁目27番地区建設事業（大名古屋ビルヂング建て替え）
  - 名古屋駅西口再開発ビル（名鉄ニューグランドホテル）
  - 名鉄・近鉄名古屋駅共同再開発計画
  - 豊田・毎日再開発計画（ミッドランドスクエア）
  - 牛島南第一種市街地再開発事業（名古屋ルーセントタワー）
  - 名駅四丁目10番地区建設事業（シンフォニー豊田ビル）
  - 名古屋三交ビル建て替え計画
  - ベルヴュオフィス名古屋（名鉄イン名古屋駅西、代々木ゼミナール名古屋プロジェクト）
  - 名古屋プライムセントラルタワー
  - 名駅四丁目27番地区優良建築物等整備事業（モード学園スパイラルタワーズ）
  - 泥江一種市街地再開発A街区（名古屋国際センター）
- ささしまライブ24
  - ロイヤルパークスERささしま、愛知大学名古屋校舎、グローバルコンベンションホール、グローバルゲートWEST、グローバルゲートEAST、中京テレビ放送新社屋など

### 名古屋市（名古屋駅前以外）
- （仮称）錦三丁目 25 番街区計画（コンラッド名古屋）
- （仮称）中区錦三丁目16番街区（SLOW ART CENTER NAGOYA）
- 丸栄・栄町ビル・ニューサカエビル
- オリエンタルビル（三越）
- 中日ビル
- 松坂屋・PARCO
- 栄タワーヒルズ
- 錦二丁目7番地区第一種市街地再開発事業（プラウドタワー名古屋錦）
- （仮称）錦二丁目計画（広小路クロスタワー）
- 有松駅前第1種市街地再開発事業（ウインハート有松）
- 池下市街地再開発事業（サンクレア池下）
- 名古屋市大須30番第1地区市街地再開発事業（大須301ビル）
- 名古屋市大須30番第2地区市街地再開発事業（万松寺ビル）
- 小幡駅前第一種市街地再開発事業（アクロス小幡）
- ノリタケの森地区計画（イオンモール Nagoya Noritake Garden、ザ・パークハウス名古屋）
- 栄駅周辺商業中心地再開発
- 浄心市街地再開発事業（浄心ステーションビル）
- アトラスタワー本郷
- ガーデンふ頭東地区再開発事業（名古屋港イタリア村）
- アスナル金山跡地再開発
- 金山南ビル
- 市営希望ヶ丘荘再開発
- 千種駅南第一種市街地再開発事業（アクシオス千種）
- 築地市街地再開発事業
- 鳴海駅前第2種市街地再開発事業
- ゼスタタワー名古屋代官町
- レッドプラネット名古屋錦
- パークコート上前津プレミアプラス
- プレミストセンターレジデンス
- 納屋橋西地区市街地再開発事業（アクアタウン納屋橋）
- 納屋橋東地区第一種市街地再開発事業（テラッセ納屋橋）
- 碧海信用金庫御園支店（和の華やかな街並みを表現した木組みスクリーンの立体的な庭「グリーンヴォイド」を媒介にした建築となる）
- 岡崎信用金庫名古屋支店（和文様を表現した外装スクリーンと低層部は開放的なガラスウォールと黒の花崗岩を使用した建築となる）
- 丸の内駅前市街地再開発事業（錦パークビル）
- 名古屋市営地下鉄東山線　柳橋駅設置検討計画
- 日比野第1種市街地再開発事業
- 千種アーススクエア（サッポロビール名古屋工場跡）
- マストスクエア池下
- 神宮前駅東再開発
- 大曽根地区総合整備事業（OZモールほか）
- イオンモール新瑞橋（住友電気工業名古屋製作所の閉鎖に伴う跡地再開発事業）
- みなとアクルス（ららぽーと名古屋等の商業施設やスポーツ施設等、集合住宅、エネルギーセンターなど）
- キッザニア名古屋
- レゴランド・ジャパン
- Maker's Pier（レゴランド・ジャパンの隣に同時開業する商業施設）

## 豊田市
- 豊田市駅西口市街地再開発事業
  - 豊田そごうと専門店街「T-FACE」で構成。豊田そごう閉店後は松坂屋豊田店が入居し、松坂屋豊田店閉店後は三越豊田を核に全館がT-FACEとして営業。
- 豊田市民センター地区市街地再開発事業（参合館）
- 豊田市駅東地区市街地再開発事業（ギャザ）
  - 名鉄トヨタホテルが入居
- 豊田市駅前通り南地区市街地再開発事業（コモ・スクエア）
  - アピタ豊田店跡地などに建設された再開発ビルにホテルトヨタキャッスルがトヨタ自動車のオフィスともに入居。
- 豊田市駅前通り北地区市街地再開発事業（KiTARA、パークタワー豊田）

## 岩倉市
- 岩倉駅東口再開発事業（岩倉駅再開発ビルサクランド岩倉）

## 刈谷市
- 刈谷駅南口再開発地区（アルバックスタワー刈谷駅前）

## 蒲郡市
- 蒲郡駅南都市軸西市街地再開発事業（アピタ蒲郡店）

## 豊橋市
- 豊橋駅前大通二丁目地区第1種市街地再開発事業

## 豊川市
- 豊川市諏訪地区市街地再開発事業

## 豊明市
- 豊明前後駅前市街地再開発事業

## 小牧市
- 小牧駅前周辺再開発事業 ラピオ（小牧駅西側地区再開発事業）
- 小牧三丁目市街地再開発事業

## 安城市
- 名鉄西尾線桜井駅周辺再開発事業

## 春日井市
- 勝川駅周辺総合整備事業
- 春日井駅（JR東海）：2007年に「春日井市都市交流拠点将来ビジョン」でJR春日井駅について、駅ビルの建設、駅前再開発などを検討する方針が示された。2016年までに駅舎の橋上化及び南北自由通路の設置などが行われた。

## 瀬戸市
- 鉱山採掘跡地土地利用計画

## 長久手市
- 長久手中央まちづくり（イオンモール長久手、リニモテラス）
- IKEA長久手

## 尾張旭市
- 三郷駅周辺まちづくり

## 日進市
- 日進赤池箕ノ手土地区画整理事業（プライムツリー赤池）

## 半田市
- 知多半田駅前地区第一種市街地再開発事業（クラシティ半田）

## 高浜市
- 三高駅東市街地再開発事業
- 三高駅西市街地再開発事業

## 知立市
- 中町銀座市街地再開発事業

## 東海市
- 横須賀本町市街地再開発事業
- 尾張横須賀駅西市街地再開発事業

## 一宮市
- 尾張一宮駅周辺
  - 尾張一宮駅周辺地域再生整備事業（i-ビルなど）

## 稲沢市
- グリーンスパーク稲沢21
  - 稲沢操車場跡地などを約63.23ヘクタールの地域を再開発、稲沢駅東口やリーフウォーク稲沢が整備された。

## 岡崎市

### 東岡崎駅周辺
- 東岡崎駅北東街区有効活用事業（オト リバーサイドテラス）
- 東岡崎駅北口第一種市街地再開発事業
- 東岡崎駅南口再開発計画
- コンベンション施設整備事業

### 岡崎駅周辺
- 岡崎市シビックコア地区整備事業（岡崎市シビックセンター、ララシャンスOKAZAKI）
  - 事業に伴い岡崎駅周辺道路沿いに商業施設が出店し、高層ビルが林立している
- 岡崎駅西口自転車等駐車場用地活用事業

### 康生地区周辺
- 岡崎市本町康生西第二市街地再開発事業（岡崎シビコ）
- 岡崎ウィズスクエア
- 岡崎タワーレジデンス
- 岡崎市立中央図書館
- 乙川リバーフロント地区整備事業（桜城橋、籠田公園）
- NTT岡崎ビル利活用事業

### その他地区
- 藤川地区整備推進事業（道の駅藤川宿、岡崎市東部地域交流センター・むらさきかん）
- 日清紡工場跡地再開発事業（岡崎プライムパーク　春咲の丘）

## 田原市
- 田原中央地区第1種市街地再開発事業（セントファーレ）